# Hermann Buhl
Hermann Buhl, alpinista i guia de muntanya nat a Innsbruck (Àustria) el 21 de setembre de 1924 i mort al pic Chogolisa (Karakoram - Pakistan) el 27 de juny de 1957). És considerat un dels millors escaladors austríacs de després de la Segona Guerra Mundial.

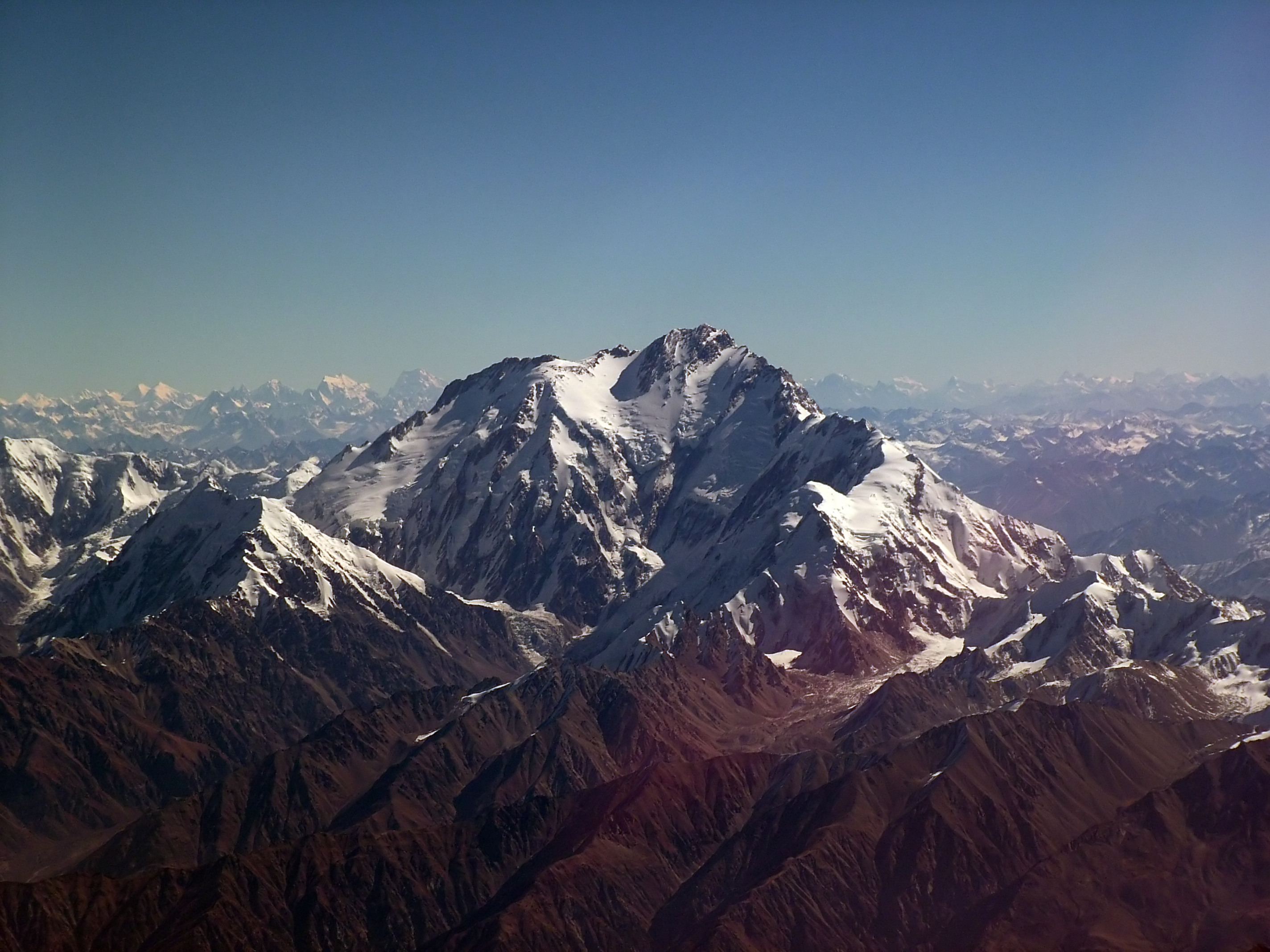
Nanga Parbat, des de l'aire

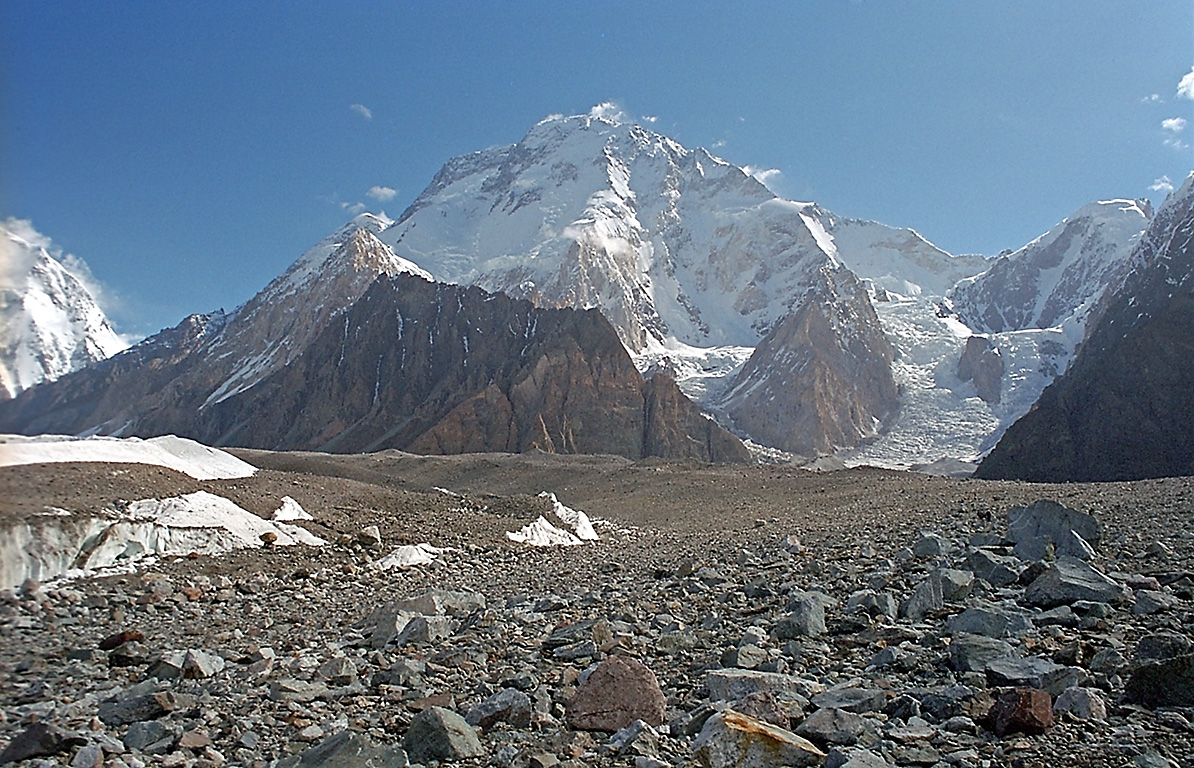
Broad Peak, des de Concòrdia

## Ascensions
- 1950 Primera ascensió hivernal de la paret sud de la Marmolada[1]
- 1953 Primera ascensió al Nanga Parbat (8.125 metres).[1][2][3] És la primera ascensió a un vuit mil en solitari.[1][3]
- 1957 Primera ascensió al Broad Peak (8.047 metres), junt a Kurt Diemberger.[2][3]

Poques setmanes després de l'èxit al Broad Peak, en Hermann Buhl i en Kurt Diemberger intentaren ascendir el Chogolisa (7.654 metres). En Hermann Buhl va morir en caure d'una cornisa de l'aresta sud-est. El seu cos no va ser trobat.

## Obra escrita
Buhl, Hermann; Diemberger, Kurt (epíleg). Del Tirol al Nanga Parbat.  Madrid: Desnivel, 2001. ISBN 84-95760-24-X. (castellà)